# Histoire des marchés à terme et bourses de commerce
L'histoire des marchés à terme et bourses de commerce est le reflet du rôle croissant des matières premières dans les échanges au cours des siècles.

## LeXVIesiècle

### La Bourse d'Anvers
L'une des premières bourses du monde a été fondée à Anvers, en Belgique, en 1460. La construction du bâtiment est effectuée en 1531 et la publication pour la première fois d'une cote, c'est-à-dire d'une liste imprimée des cours traités lors d'une séance de négociation pour les différentes marchandise, se produit en 1592.

### La Bourse de Lyon en 1540
La place de Lyon devient en 1540 la première des bourses de commerce françaises. Toulouse remonte à 1549 et Rouen à 1566. Soutenue par « les marchands italiens » comme Laurent Capponi, venu de Florence, Lyon centralise les nouveaux échanges sur les effets de commerce et l'escompte, qui font le succès d'Anvers à la même époque. Spécialiste du commerce de gros, grande organisatrice de foires depuis 1463, Lyon est « censée donner la loi à toutes les autres places d'Europe
. Vers 1550, c'est une grande ville de soyeux et la capitale de l’imprimerie européenne, avec près de 100 ateliers dans la rue Mercière et ses voisines, même si nombre de marchands français s'établiront ensuite à Anvers, nouvelle rivale

### En 1565, le Royal Exchange de Londres
Le Royal Exchange fut la première bourse de commerce de la Cité de Londres, fondée en 1565 par Thomas Gresham. Le bâtiment a été fourni par la Corporation de la Cité de Londres et la Worshipful Company of Mercers (« Compagnie pieuse des marchands de tissus »). Gresham a choisi la forme trapézoïdale pour le lieu, influencé par celle de la bourse à Anvers qu'il avait visitée. Le bâtiment utilise le Marbre de Rance, un village belge. C'est l'un des édifices célèbres conçus par Henri de Paschen, un architecte d'Anvers, qui a fourni les plans avant de bâtir trois ans plus tard, en 1568 l'hôtel des villes anséatiques à Anvers, appelée aussi "Maison des Oosterling" et destinée aux marchands étrangers.
Richard Gresham fut le premier à avoir l'idée de construire une bourse à Londres, sans toutefois pouvoir la réaliser. L'idée fut reprise en 1565 par son fils Thomas Gresham. En 1570, la reine Élisabeth inaugura le bâtiment de style renaissance à Cornhill dans la City.

### Les Halles au drap à Paris en Belgique
La Halle aux draps était établie à Paris depuis le XVe siècle entre la rue de la Poterie et la rue de la Petite-Friperie. Les documents datant des années 1552-1563, tirée du Minutier central, confirment que le roi fait lotir et vendre à des particuliers des terrains « le long d'une ruelle derrière le lieu ou a esté autrefois la Halle aux draps ».
Les grandes villes marchandes d'Occident bâtissent chacune à leur tour des halles spécialisées dans le commerce des draps:
- Halle aux Draps et Toiles de Paris.
- Halles aux draps d'Ypres
- Halle aux draps de Tournai
- Halles aux draps de Louvain
- halle aux draps de Liège

La Halle aux draps de Paris sera plus tard reconstruite, sous le nom de Halle aux draps et toiles par Molinos et Legrand, en 1786. Un autre bâtiment était consacrée aux toiles puis les deux fusionnent. La halle aux draps et toiles bénéficiait au XVIIIe siècle d'un "Inspecteur des Manufactures de Lainerie" établi à la Halle aux Draps de Paris. Ce sera la plus importante des sept halles couvertes de Paris en 1789.

## LeXVIIesiècle

### Au début duXVIIesiècle, la Bourse d'Amsterdam
L'un des premiers marchés à terme est rapporté par l'encyclopédie de Denis Diderot et Jean le Rond D'Alembert sur la bourse de commerce d'Amsterdam. Celle-ci propose trois types de transactions, sur trois marché différents : marché au comptant, marché à terme (les négociants échangent des marchandises qu'ils ne détiennent pas encore) et marché d'options (l'acquisition d'un droit, sans obligation, d'acheter des marchandises à terme, moyennant le paiement d'une prime).

### En 1651: la Bourse de commerce de Lille
Afin d'offrir aux marchands un monument majestueux comparable à celui d'Anvers, en 1651, sur la suggestion des Corporations, la Ville de Lille obtient de Philippe IV d'Espagne l'autorisation de construire sur le domaine public « une bourse à usage des marchands qui sera environnée et enclose de 24 maisons », reliée par une cour centrale close, où ont lieu les échanges.
La ville de Lille vend ainsi à 24 commerçants les parcelles de terrain sises sur la place du marché: la Vieille Bourse remplace désormais la fontaine au Change aujourd'hui disparue. La ville prend à sa charge la construction des galeries, du pavement de la cour intérieure et des 4 entrées, les marchands de leurs 24 maisons. La décoration est florale ou évoque les âges de la vie, ce n'est qu'au XIXe siècle que sont introduites les statues des rois ou empereurs.

### Au début duXVIIesiècle, la Bourse au riz japonaise
La bourse du riz de Dōjima, située à Osaka, est le centre du système japonais des courtiers en riz, qui se développe dans le privé à l'époque d'Edo. Considérée comme précurseur du système bancaire moderne, la bourse est créée en 1697, au terme d'une période au cours de laquelle les courtiers de riz et changeurs rassemblent leurs magasins et entrepôts dans la zone. L'année 1710 marque le début de ce développement, qui apporte également avec lui l'émergence de la notion de contrat à terme. La bourse du riz de Dōjima est parrainée et organisée par le shogunat en 1773, le shogunat crééant également son propre entrepôt de riz à ce moment. Elle est réorganisée en 1868, et entièrement dissoute en 1939, lors de son absorption par l'« agence gouvernementale du riz ».

## LeXVIIIesiècle

### En 1767, la Halle aux blés de Paris, qui s'agrandit ensuite avec les fruits, fleurs et légumes

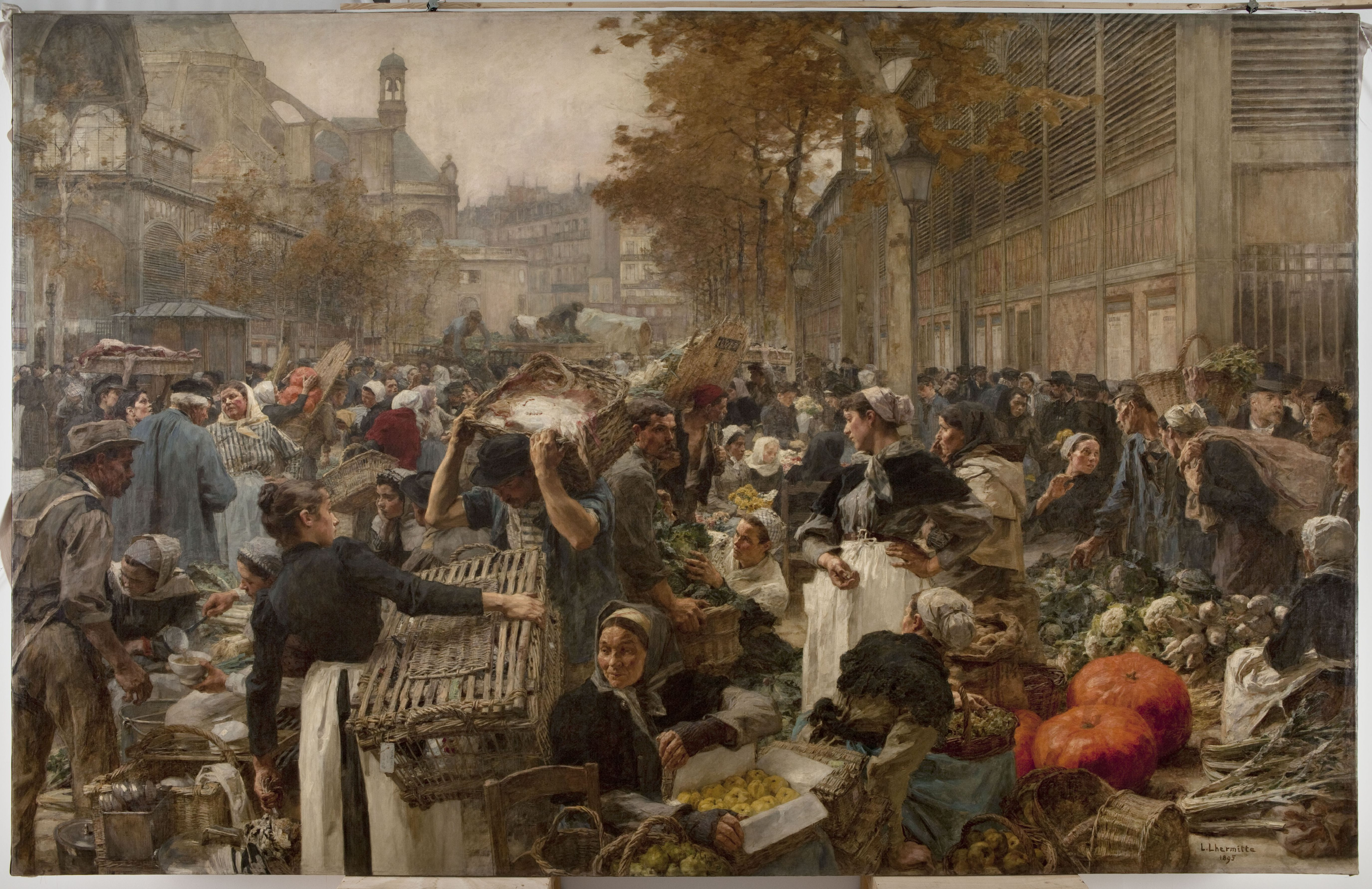
Tableau de 1895 de Léon Lhermitte.

En France, le roi fit construire de 1763 à 1767 une « Halle aux blés », qui est devenue la Bourse de commerce de Paris. La décision est prise à la fin de la guerre de sept ans contre l'Angleterre, qui a perturbé le commerce maritime. Ensuite hébergée dans les locaux du Palais Brongniart, tout comme le tribunal de commerce, lors de son ouverture dans les années 1820, la Bourse de commerce de Paris retrouve ensuite ses propres locaux en 1885, proches de la rue du Louvre, dans le bâtiment de la Halle aux blés de 1767.
Cette « Halle aux blés » s'agrandit au cours de la période 1780-1789 grâce à une surface voisine, aménagé en marché aux fleurs, fruits et légumes, ce qui fait doubler de surface les Halles, sur le cimetière des Innocents, situé à proximité, entre les rues Saint-Denis, de la Lingerie, de la Ferronnerie et aux Fers.[réf. nécessaire]

## LeXIXesiècle

### Les années 1840: l'élévateur à grains de Joseph Dart
Les bourses de commerce se dotent souvent de "halles aux grains" où le stockage est provisoire, pour éviter la moisissure, et souvent compliqué à partage. À partir des années 1840, la technologie permet un partage du stock et un contrôle plus strict de la qualité. En 1842 à Buffalo, le négociant Joseph Dart et l'ingénieur écossais Robert Dunbar (1812-1890) inventent et construisent le premier « élévateur à grain » permettant un stockage rapide du grain en hauteur grâce à une machine à vapeur organisant le montage du grain par des godets. La cargaison d'un schooner de l'époque, soit 5 000 boisseaux de blé, peut être stockée entièrement, largement, ce qui assure aux vendeurs comme aux acheteurs que la quantité que chacun d'eux souhaite voir stockée le sera séparément.
Dans l'année 1843, 70 navires l'utilisent. En 1847, des silos identiques sont installés à Brooklyn et Toledo puis en 1848 à Chicago, en 1851 à Oswedo, Fort Wayne et Detroit, et Milwaukee en 1853. Il faudra cependant attendre encore vingt ans pour le voir à la Nouvelle-Orléans.
En 1845, Joseph Dart se joint aux marchands de la ville pour fonder le "Buffalo Board of Trade" (BBOT), dans le sillage de ce qui s'est fait à New York(1768), Baltimore(1821), Philadelphie(1833), La Nouvelle-Orléans(1834), Boston(1836) et Cincinnati(1839). Dès l'année suivante, Buffalo voit transiter 4 millions de boisseaux de blé, contre une moyenne de un a deux millions les huit années précédentes .

### La halle au grains de Budapest
En Hongrie, la "Pest Lloyd Society" est fondée par le marchand Jacob Kern en 1853, sur le modèle du "Lloyds Autrichien", basé à Trieste et fondé en 1833. L'adhésion se fait sans distinction religieuse et l'effectif est rapidement de 620 membres. La "Pest Lloyd Society" créé une halle aux grains et récupère l'activité de la précédente, centrée sur les céréales et la minoterie. En 1846, s'était créée une association de marchands de gros de 36 membres. En raison de sa croissance rapide, en quelques décennies, la communauté d'affaires a accueilli de nouveaux arrivants venus des confins de l'Empire des Habsbourg, porteurs d'une vision du progrès politique et économique. La "Pester Lloyd Society" a rapidement commencé à organiser des concerts hebdomadaires, événements sociaux, et des conférences sur les sciences naturelles, la chimie, la géologie, organisées dans le casino de la ville. Elle a fondé un journal quotidien en allemand, qui inclut les cours agricoles, le Pester Lloyd.
L’industrie minotière, qui domine la structure industrielle de la capitale hongroise réceptionne à Pest, par le Danube puis par la voie ferrée, les céréales des grandes plaines hongroises, renforçant la centralisation du réseau ferroviaire radial, construit au début des années 1860 et 1870 à partir vers l’Autriche (Vienne, Graz et Trieste), la Transylvanie, la Haute Hongrie et la Subcarpartie.
Pour acheter les productions céréalières plus lointaines, ils obtiennent des tarifs ferroviaires préférentiels, sur le mode de ce qui fait aux États-Unis, grâce leur looby, une des plus puissants d’Europe derrière celui de Rotterdam. C'est aussi à des prix extrêmement bas que les produits céréaliers hongrois sont exportés par Fiume (Rijeka) , concurrençant les productions d'Europe occidentale.
La Bourse hongroise est née le 18 janvier 1864 à Pest, sur les rives du Danube, au siège du Lloyds Autrichien sous la présidence de Frigyes Koch et quatre plus tard elle acquiert la « Halle aux grains » (Gabonacsarnok, centre du marché des céréales, et prend le nom de Bourse de commerce et des valeurs de Budapest (Budapesti Áru- és Értéktőzsde), nom qu'elle gardera pendant 80 ans en tant que l'une des principales bourses d'Europe.

### Les "palais du commerce" français
La loi du 28 ventôse an IX (19 mars 1801) fixe un cadre général et impose une recréation officielle des Bourses, qui concerne dès juin Montpellier, Paris, Lille, Toulouse, Douai, Valenciennes et Bordeaux. La Chambre de commerce de Paris, créée en 1803, est officiellement, une instance consultative de l’administration et non pas un groupement spontané de négociants. Les Chambres n’acquièrent une personnalité morale qu’en 1851. À Toulouse, les locaux de la Bourse sont la propriété de l’État, à l’exception de la partie où siège le Tribunal de commerce, rattachée au département à partir de 1811, au grand dam des négociants ayant financé un cinquième, aux côtés de la ville et du département, à leur reconstruction.
La construction et la reconstruction des Bourses de commerce parisienne et provinciales permettra de distinguer, dans la seconde moitié du XIXe siècle, un moment où ces édifices incarnent un pouvoir économique d’un type nouveau. Les réceptions organisées par les Chambres de commerce ont été assez rares pendant la première moitié du siècle; émergeant sous le Second Empire, elles deviennent fréquentes au début de la Troisième République, mobilisant régulièrement les ministres et donnant lieu à l’édition de brochures illustrées: le « discret pouvoir » du commerce veut dorénavant se montrer et utilise souvent pour cela les grandes salles des Bourses.
Le Second Empire, à Lyon et à Marseille, érige de véritables « Palais du commerce ».
- À Marseille, la Bourse a longtemps été hébergée à l’hôtel de ville, puis dans un hangar de bois. Le 10 décembre 1851, Louis-Napoléon Bonaparte pose la première pierre. Mais il ne l’inaugure en 1860. Sont rassemblés Bourse, Tribunal et Chambre de commerce et bureau de typage des sucres[15].
- À Lyon, le Palais du commerce, construit à partir de 1856, est inauguré par l’Empereur le 25 août 1860, à proximité des principaux bâtiments administratifs et militaires. Il regroupe Tribunal de commerce, Conseil des prud’hommes, Chambre de commerce et Bourse (située auparavant dans un ancien couvent), mais aussi un musée, la caisse d’épargne, des sièges sociaux de banques et le syndicat de la fabrique de soie[16].
- Ces constructions servent de modèle pour la Bourse de commerce inaugurée à Paris en 1889.
- À Saint-Malo, Chambre de commerce et Bourse siégeaient dans un bastion du XVIIe siècle, leur nouveau bâtiment date de 1862[14].
- En 1880, la Chambre de commerce du Havre s’installe dans la nouvelle Bourse dont elle a contrôlé la construction[17].
- À Orléans, la Chambre ne rejoint qu’en 1901 une Bourse datant de 1865[18].
- Bordeaux inaugure des nouveaux bâtiments de la Bourse en présence de l’Empereur dès 1808. Dîners et bals avec la famille royale se succèdent en 1814-1815. C'est dans le local de la Bourse, que Napoléon III a lancé son célèbre « l’Empire, c’est la paix »[19].
- Au Mans, l’hôtel ouvert en 1886 pour la Chambre et le Tribunal de commerce, le Conseil des prud’hommes et la Bourse (à laquelle il offrait un hall de près de 1 000 m2) n’accueille réellement cette dernière qu’en 1928: auparavant, les négociants continuent à préférer traiter leurs transactions dans les cafés[20].

### L'information, denrée stratégique
En juin 1805, Napoléon exige du directeur de la Caisse d’amortissement, de lui faire « connaître quel serait le meilleur moyen de rendre publics à la Bourse des avis sur les faux bruits qu’y font courir les Anglais et les journaux étrangers sur notre situation politique ».
À partir de 1827, le préfet de la Seine soumet à la Chambre de commerce les demandes, de plus en plus nombreuses, d’affichage de journaux: en effet, cette période connaissait une véritable explosion de la presse économique et financière, face à laquelle l’institution adopta une position très restrictive, avec en 1827-1831, un projet ambitieux mais avorté: organiser la circulation des nouvelles fournies par les ministères, de façon, pour éviter tout délit d’initié au sein de l’administration et toute monopole privé de l’information.
En 1831, c'est la Chambre de commerce et les courtiers en assurances qui tentent, mais sans succès, d'établir un lieu unique d’information certifié, bannissant les autres sources écrites de l’intérieur de la Bourse, s’inspirant du Café Lloyd londonien, avec l’appui du préfet de la Seine Pierre-Marie Taillepied de Bondy, et du ministre du Commerce Antoine Maurice Apollinaire d'Argout. Mais les soutiens d'une publication, Le Moniteur universel, créé dès le XVIIIe siècle, s'y opposent. Il est finalement décidé que ce titre doit rester l’organe d’information sur les questions intérieures. Cependant, un arrêté du 6 mai 1834 confie à la Chambre de commerce de Paris un monopole de l'affichage, public et privé, et la pose d’une girouette sur son toit car « la direction du vent n’est point sans influence sur la hausse ou la baisse de certaines denrées ». Deux cadres mobiles, à l'intérieur de la Bourse de Paris, sont « exclusivement réservés à la publication des avis du Gouvernement ou de l’Administration » et deux autres pour les "annonces commerciales reconnues utiles par la Chambre de commerce".
Les Bourses sont en France les premiers lieux d’implantation de bureaux télégraphiques, dès les années 1830; c’est d’ailleurs la découverte d’une ligne clandestine d’information boursière, fonctionnant sur le mode du télégraphe Chappe entre Lyon et Paris de 1832 à 1836, au bénéfice d'arbitragistes boursiers qui a décidé l'État à créer un monopole public du télégraphe par la loi promulguée le 2 mai 1837: des transmetteurs tendaient des toiles blanches entre 1 et 5 couples de piquets, reproduisant le signal observé à la station précédente. Une autre ligne clandestine, entre Angoulême et Bordeaux, utilisant 6 moulins à partir de 4 positions des ailes, est également démantelée en juillet 1836. À la même époque, près de Tours, des hommes d'affaires ont tenté de payer des stationnaires pour ajouter des signaux ou commettre des erreurs porteuses de sens lors des transmissions officielles. En 1836 aussi, deux banquiers bordelais soudoient un employé qui ajoute des signaux supplémentaires pour les cours de la bourse. Découverts au bout de deux ans, les protagonistes sont traduits devant la cour d’assises. Cette affaire passionne l’opinion publique et inspira dix ans plus tard à Alexandre Dumas, dans le Le Comte de Monte-Cristo, l’épisode de la vengeance d’Edmond Dantès face au Baron Danglars banquier passionné de bourse, aveuglé par une fausse nouvelle télégraphique concernant un hypothétique retour en Espagne de Don Carlos, qui vend à perte ses actions, se discrédite, subit le retrait de ses clients et finit par se suicider.
En 1848, Le Journal de Villefranche annonce la découverte par le parquet de Villefranche, d'un télégraphe clandestin établi sur une montagne voisine de Beaujeu (Rhône), dans le but de transmettre à une association d'industriels de Genève les nouvelles de la bourse de Paris.
Une lunette et la correspondance ont été saisies, et quelques-uns des "délinquants" ont été arrêtés. En 1856, toutes les bourses de province sont reliées à Paris par le télégraphe.
Plus généralement, les Bourses sont des lieux d’expérimentation technique. À la fin du siècle, la nouvelle Bourse de commerce de Paris comprend un sous-sol abritant toutes les machineries, y compris électriques, des chambres froides, des ascenseurs, et le téléphone à longue distance, inventé en 1889.

### En 1852, Baltard aménage les Halles de Paris

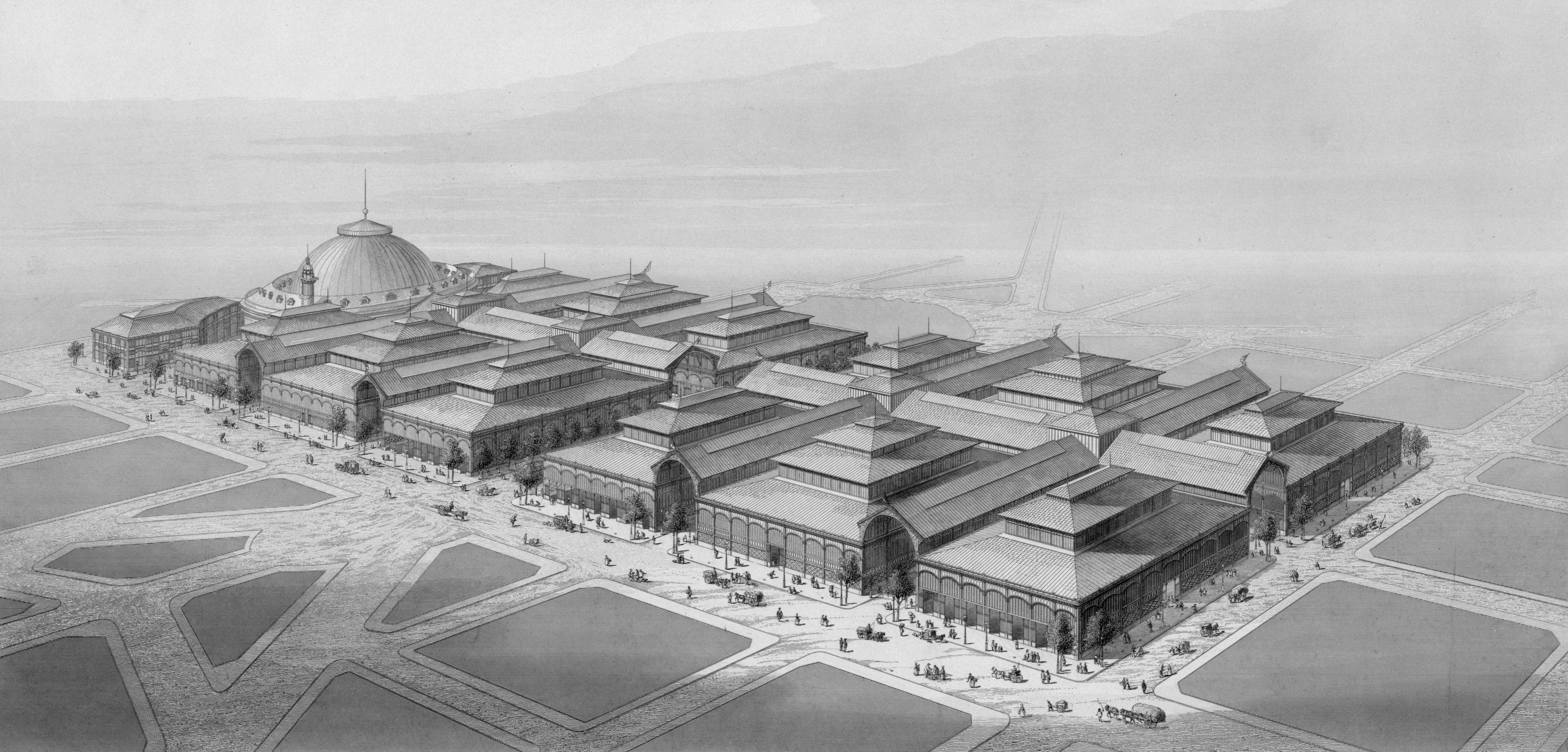
Les Halles de Paris en 1863

En 1852, au début du Second Empire, un immense projet est confié à l’architecte Victor Baltard, qui construit progressivement dix pavillons en métal et en verre, au centre de Paris, chacun ayant sa spécialité (viande, légumes…), afin de permettre au marché des Halles de continuer de s’étendre. Ces constructions sont une véritable révolution architecturale. Les douze pavillons sont couverts de vitrage avec des parois en verre et des colonnettes en fonte. Regroupés en deux groupes, ils sont séparés par une rue centrale à ciel ouvert, au niveau du chevet de l'église Saint-Eustache (suivant le tracé de l'actuel Allée André-Breton). Chacun des six pavillons des deux groupes est réuni aux autres par des rues couvertes.
Les travaux pour ces nouvelles Halles de Paris durent vingt ans, entre 1852 et 1872. L’atmosphère du quartier est rendue par Emile Zola, dans son roman écrit en 1873, Le Ventre de Paris. En raison du manque de place, ces Halles seront détruites en 1969 et transférées à Rungis et à la Villette: le « déménagement du siècle » qui a duré plus de 10 ans. Le no 8 des Pavillons Baltard est remonté à Nogent sur Marne.
Chaque pavillon a sa spécialité (le numéro 3 pour la viande, numéro 9 pour le poisson...). Les fruits et légumes sont vendus sur le Carreau, dans les allées couvertes et sur les rues alentour. Les caves abritent lotisseurs-gaveurs, cabocheurs, pétrisseurs de  beurres, compteurs mireurs d’œufs….
Ainsi disparaissent, le carreau de la Halle, la Halle aux Fruits, la Halle aux Draps et Toiles, les rues de la Tonnellerie, de la Fromagerie, du Marché-aux-Poirées, de la Cordonnerie, de la Petite-Friperie, de la Grande-Friperie, Jean-de-Bauce, du Contrat-Social et la place du Légat

### Les effets de la Guerre de Sécession à Londres
Après la Guerre de Sécession et ses effets explosifs sur les cours du coton, des négociants européens jugent plus sécurisant de passer au Marché à terme
.
C'est d'abord le marché à terme du coton de Londres en 1864, plusieurs années avant ceux créés aux États-Unis et dans le port du Havre. Le New York Cotton Exchange, marché à terme sur le coton, a été fondée dans la ville éponyme par un groupe de cent marchands de coton en 1870. Le New Orleans Cotton Exchange a dans la foulée été créé en Louisiane, en 1871 comme un forum centralisé pour le commerce du coton. La Bourse du Coton de Memphis a trois ans plus tard été fondée en 1874, dans le sillage de la croissance du marché du coton à Memphis, dans le Tennessee.
La création du marché à terme sur le coton de la Bourse de Brême en 1872 contribue aussi à l'industrialisation et au développement du commerce du coton en Europe, tout comme le marché à terme du coton lancé en 1871 dans la Bourse de commerce du Havre.

### Les premiers contrat à terme standardisés
En 1864, le CBOT créa le premier contrat d'échange standardisé qui prit le nom générique de futures contracts, soit en français « Contrat à terme ». La marchandise est livrable en échange du contrat, avec des standards de qualité minimum, même si la destination de 99 % d'entre eux est d'être revendue rapidement. Certains marchés à terme, comme celui des métaux londoniens, vont aller plus loin en gérant le stockage de la marchandise dans des entrepôts situés partout dans le monde : les producteurs peuvent y livrer leurs métaux en échange d'un warrant.

### Les marchés à terme allemands, dès 1872
La création du marché à terme sur le coton de la Bourse de Brème en 1872  contribue à l'industrialisation et le développement du commerce, mais y font surtout suite. Le Conseil Supérieur de l'Industrie et du Commerce belge constate en 1862 que "le commerce total de Brême avec les États-Unis représente plus de 109 millions de francs belges par an" et que pour le coton, le tabac, le café, Brème tend de plus en plus à devenir l'entrepôt du commerce du Nord avec les pays d'outre-mer.

### Les marchés à terme américains
Fixer la date exacte du début du marché organisé de contrats à terme est resté difficile. Ceci est dû, en partie, aux ambiguïtés sémantiques des documents historiques. Cependant, la plupart des historiens reconnaissent que le stockage (silos-élévateurs à grains), le chemin de fer et le télégraphe, tout comme l'impulsion donnée à la spéculation par la Guerre de Crimée (1854-1856) puis la Guerre de Sécession (1860-1865) ont permis au négoce des contrats à terme de mûrir vers 1874, moment où le CBOT restait la première place céréalière des États-Unis. Le négoce organisé des contrats à terme sur le coton a commencé au même moment, les règles et des procédures étant formalisés sur le New York Cotton Exchange en 1872, en lien avec le marché de Liverpool. Cette activité ne s'étendra au New Orleans Cotton Exchange qu'autour de 1882[réf. nécessaire].
- Le Chicago Board of Trade de Chicago), fondée en 1848, est la plus ancienne bourse de commerce américaine, mais le premier marché à terme créé en occident est à Liverpool[27], dans un port plutôt que la capitale du pays. En France, ce ne sera le cas qu'au Havre, en raison de la puissance de marché des négociants locaux et de leur spécialisation sur les marchandises à forte valeur ajoutée[27]. Selon l'historien Thomas A. Hieronymus, un premier “time contract” est signé le 13 mars 1851, spécifiant que 3000 boisseaux de maïs doivent être livrés à Chicago en juin à un prix de un cent en dessous du prix constaté ce jour-là[29].

- Le Kansas City Board of Trade devient un marché à terme sur le blé en 1876[30], l'année du lancement d'un contrat à terme sur le blé d'hiver. Lorsqu'il sera reconstruit en 1925, dans un bâtiment de treize étages, le City Board of Trade sera le premier marché à terme du monde[31].

- Le Minneapolis Grain Exchange, créé en 1881 dans le Minnesota, pour permettre aux opérateurs de la filière céréales, cultivateurs, industriels et négociants, d'anticiper sur l'évolution des cours du blé dur d'hiver, est le premier des marchés à terme à avoir mis en place des systèmes de compensation et de règlement-livraison automatisés, dix ans seulement après sa création.

- Le Chicago Produce Exchange a été établi en 1874 comme une bourse de commerce pour le beurre et les œufs, avec des niveaux de produits biens définis par les règles du commerce. Pour assurer la qualité, chaque tonnelet de beurre était individuellement senti et goûté sur place, et ensuite un prix convenu. Le beurre en surplus était salé et stocké au sous-sol pour la vente future, ce qui a conduit l'introduction en 1882 du "contrat forward". En 1898, les membres du Chicago Produce Exchange l'ont rebaptisé pour fonder le Chicago Butter and Egg Board pour imiter le Butter and Cheese Exchange of New York, une bourse de commerce créée en 1872 par un autre groupe de négociants en produits laitiers. En 1919, il deviendra le Chicago Mercantile Exchange (CME), en fusionnant avec le Butter and Egg Board, fondé dans la même ville. Le New York Mercantile Exchange, qui a absorbé le New York Commodities Exchange (COMEX), ou étaient cotée les métaux précieux et l'énergie (pétrole, gaz naturel, électricité), tandis que le Chicago Mercantile Exchange a racheté le Chicago Board of Trade en 2002.

Fixer la date exacte du début du marché organisé de contrats à terme est resté difficile. Ceci est dû, en partie, aux ambiguïtés sémantiques des documents historiques. Cependant, la plupart des historiens reconnaissent que le stockage (silos-élévateurs à grains), le chemin de fer et le télégraphe, tout comme l'impulsion donnée à la spéculation par la Guerre de Crimée (1854-1856) puis la Guerre de Sécession (1860-1865) ont permis au négoce des contrats à terme de mûrir vers 1874, moment où le CBOT restait la première place céréalière des États-Unis. Le négoce organisé des contrats à terme sur le coton a commencé au même moment, les règles et des procédures étant formalisés sur le New York Cotton Exchange en 1872, en lien avec le marché de Liverpool. Cette activité ne s'étendra au New Orleans Cotton Exchange qu'autour de 1882.[réf. nécessaire]

### Le café à Londres, New-York et au Havre
Inauguré le 25 août 1883, le marché à terme du Havre a vu le jour pratiquement en même temps que ses homologues américain (le Coffee and Sugar Exchange de New York) et britannique (le Coffee Terminal Market de Londres). Le Havre était alors le plus important marché d’Europe pour le café, grâce à l'arrivée de familles protestantes allemandes spécialisées dans le négoce du café. Ce marché à terme international était capable de fixer les cours mondiaux des différentes variétés de cafés, avec une chambre arbitrale spécialisée.
Dès 1882-1883, le recours au marché à terme du café s'impose car les énormes récoltes brésiliennes de café, dans l'Etat de Sao Paulo, ont destabilisé les cours mondiaux. Le Corner sur le café de 1880, tentative de négociants new-yorkais pour manipuler à la hausse les cours du café dure depuis 1870, mais il est réduit à néant quand  l'offre mondiale de café se révèle très lente à réagir aux nouveaux problèmes botaniques, faute d'avoir à temps la bonne information. Les perdants de cette opération de spéculation décideront d'être eux-mêmes à l'origine de la création de ce premier marchés à terme sur les cours du café, qui comporte des règles très précises.
"De plus, les câbles, téléphones et liaisons maritimes rapides ont réduit les manipulations de marché: les prix se mettent à refléter l'état des récoltes en cours plus que les stocks dans les pays consommateurs", observent-ils
.

### La Bourse de commerce d'Argentine
La Bolsa de Comercio de Buenos Aires a été fondée en 1854. Un marché à terme havrais sur les fines laines de La Plata prend place en 1887, puis un après sur l'indigo en 1888.

### Les marchés spécialisés à Londres
- Le marché à terme du coton de Londres est fondé en 1864, c'est l'une des conséquences de la Guerre de Sécession] qui s'achève l'année suivante[27]
- Le London Metal Exchange (Marché des métaux de Londres, ou LME) est fondé en 1877.
- Le London Commodity Exchange (sucre, café et cacao)[34] succède en 1954 à la "London Sales Room" créée en 1811. Il est rebaptisé London Futures and Options Exchange en 1987, pour intégrer le London Rubber Exchange avant d'être racheté par le London International Financial Futures and options Exchange.

## LeXXesiècle

### Minneapolis, capitale mondiale du blé et de la chambre de compensation
En 1900, Minneapolis devient la capitale mondiale du blé. Le Minneapolis Grain Exchange sera le premier marché à terme au monde à proposer un système de compensation, permettant d'augmenter les volumes échangés, à bien moindre coût et avec une plus grande sécurité de transaction. Grâce aux géants du rail basés sur les ports du Lac Michigan, qui desservent le Minnesota, le Wisconsin et le pourtour des Grands Lacs, la production de blé à l'ouest du Mississippi assure 65 % de l'offre américaine dès 1899 et 90 % dès 1909. Le complexe agro-alimentaire disposé le long des grands ports du Lac Michigan (Chicago, Milwaukee) a bénéficié aussi d'une concentration de la production de maïs au sein d'un « pack » de sept nouveaux États américains (Iowa, Kansas, Minnesota, Missouri, Nebraska, Dakota du Nord et du Sud) qui en 1899 produisaient 40 % du maïs américain.

### La création du premier marché à terme du robusta face à la diversité de la caféiculture coloniale
Le marché du Havre accepte de se lancer dans création du premier marché à terme du robusta en 1937, à la demande de l'État qui veut le recentrer sur la caféiculture coloniale française.
Le marché du Havre conserve cependant des pratiques très défavorables aux cafés coloniaux, admis seulement en avril 1937 sur le marché à terme, faute d'apports en quantités suffisantes, et correspondant à des types classés et reconnus. De plus, le classement des cafés au Havre, selon une technique lancée à New York dans les années 1880, privilégie les diverses variétés d'Arabica, notamment le "Santos brésilien" considéré par les torréfacteurs comme base de tous les mélanges[réf. nécessaire].
L'ingénieur de l'inspection des stations d'essai et laboratoires écrit dans le Bulletin économique de Madagascar que l'île, avec son Kouilou, ne produit que «des cafés secondaires de goût neutre», utilisables dans des mélanges, et dans la limite de 15 à 20 % seulement, arguments repris par Édgar Raoul-Duval et Léon Regray dirigeants du syndicat du commerce des cafés du Havre. Ils dénoncent, eux, en particulier l'effet pervers des primes et « taux de protection de 80 % pour le Libérica de Côte-d'Ivoire et seulement 57 % pour l'arabica de Madagascar » (même si les régions où l'on pouvait cultiver sont fort limitées).
Le pari est d'autant plus difficile que le rival new-yorkais a lancé en 1928 un contrat à 100 % sur le Santos Brésilien, grade 4, base de tous les mélanges, qui sera remplacé plus tard par un contrat mixant 18 arabicas différents[réf. nécessaire].

### Fleurs et poissons: les marchés spécialisés japonais et néerlandais
À Tokyo, Le marché aux poissons fonctionne dès 1590, lorsque des pêcheurs de la région d’Osaka ont migré à Nihonbashi, l’est d’Edo (ancien nom de Tokyo). En 1889, un ordre préfectoral déménage le marché mais les travailleurs du marché s’y opposent fermement, ce qui bloque la procédure. En 1923, un tremblement de terre détruit Tokyo, avec le marché et ils sont donc contraints d’accepter le plan de déménagement à Tsukiji, site de la Marine nationale.
Le Marché aux poissons de Tsukiji (dans le quartier de Tsukiji, arrondissement de Chūō), fondé en 1935, devient le plus grand marché de gros du monde pour les poissons et fruits de mer, avec 1 677 étals et des criées à l'accès réglementé, jusqu'à son transfert le 6 octobre 2018 dans des locaux flambant neufs situés à Toyosu, à 3 kilomètres au sud de son emplacement actuel, pour laisser place à un axe de transit reliant le centre-ville au nouveau stade olympique, en front de mer.
La loi japonaise sur les bourses de commerce de 1950 va ensuite encadrer tous les marchés à terme commerciaux et les marchés d’options commerciaux du Japon.
Aux Pays-Bas, le Marché aux fleurs d'Aalsmeer est né en 1912, par la fusion deux grandes halles négociantes installées au bord de canaux, il est devenu le plus grand marché du monde dans son domaine et réalise plus de 90 % des exportations européennes.

### La création du LME en 1978
Avant 1978, la revue professionnelle Metal Bulletin a publié 2 fois par semaine ses propres estimations des cours quotidiens de l’aluminium en l’absence d’un véritable marché organisé de ce métal. La création du LME en 1978 change la donne, et pour des décennies, dans les secteurs où les prix au comptant étaient très organisés.
Les fortes fluctuations observées sur les prix des métaux aux LME s’expliquent par les trop faibles marges exigées par les autorités du LME marché leader pour les métaux. Même si les récriminations sur l’effet déstabilisateur des marchés à terme viennent des professionnels des matières premières, les travaux empiriques sur les marchés à terme ont souvent échoué à montrer leur effet déstabilisateur sur les prix des marchandises. Figuerora et Gilbert ont montré, par une série de travaux de recherche (2000, 2001, 2005, 2008) que les prix de l’aluminium à Londres avaient moins fluctué en présence du marché à terme des marchandises qu’en leur absence. D’une façon générale, les travaux universitaires ont tendance à affirmer que des marchés à terme bien organisés et fermement règlementées conduisent à une stabilisation des cours des marchandises qui y sont cotées.

### Les années 1980, période d'instabilité des cours
Les années 1980 ont été marquées par une instabilité exceptionnelle des cours des matières premières due en grande partie à la crise économique consécutive aux deux chocs pétroliers. La première démarche adoptée pour mesurer l’instabilité des cours de l’aluminium sur les deux périodes définies repose sur l’idée selon laquelle, en présence d’un marché à terme on devrait observer une diminution de la variance des cours du physique d’une part, et une diminution de la composante aléatoire de ces cours spot d’autre part.

### Le rachat du LME par la Chine en 2012
La Chine a donné la mesure de ses ambitions en achetant en juin 2012 le London Metal Exchange (LME) via la Bourse de Hong-Kong, pour 1,5 milliard d'euros, a estimé l'économiste chinois Xiaoqi Yang, un des auteurs du rapport Cyclope.

## Chronologie
- 1181: Philippe Auguste fait transférer "la foire St Lazare"[41] sur le marché au blé en plein air des Champeaux, à l'origine du quartier des Halles[42]
- 1460 : une des premières bourses du monde fondée à Anvers, un bâtiment dédié est construit en 1531
- 1565 : fondation du Royal Exchange, première bourse de commerce de la Cité de Londres
- 1651 : fondation de la Bourse de commerce de Lille
- 1651 : fondation du Lloyd's of London, bourse de la réassurance et de l'information maritime
- 1767: inauguration de la Halle aux blés de Paris, actuelle Bourse du Commerce
- 1811: fondation de la "London Sales Room"
- 1853: fondation du Lloyds Autrichien
- 1842: premier « élévateur à grain », par Joseph Dart à Buffalo
- 1845: fondation du "Buffalo Board of Trade", par Joseph Dart
- 1848: fondation du Chicago Board of Trade
- 1848: fondation de la Bolsa de Comercio de Buenos Aires
- 1853: fondation du "Pest Lloyd Society" par le marchand Jacob Kern
- 1856: fondation du Kansas City Board of Trade
- 1860: inauguration des Bourse de commerce de Lyon et Marseille
- 1861: fondation du New York Produce Exchange, pour les produits agricoles
- 1870: fondation du New York Cotton Exchange
- 1871: fondation de la Bourse du Coton de Mobile
- 1871: fondation de la New Orleans Cotton Exchange
- 1871: le Lloyd's Act institutionnalise le Lloyd's of London
- 1872: fondation du Butter and Cheese Exchange of New York, futur New York Mercantile Exchange
- 1874: fondation de la Bourse du Coton de Memphis
- 1874: fondation du Chicago Produce Exchange, futur CME
- 1877: fondation du London Metal Exchange
- 1881: fondation du Minneapolis Grain Exchange
- 1889: inauguration de la nouvelle Bourse de commerce de Paris
- 1933: fondation du New York Commodities Exchange
- 2012: La Chine achète le London Metal Exchange (LME) via la Bourse de Hong-Kong, pour 1,5 milliard d'euros[40].

### Les centres de négoce et grandes lois
- 1845 : fondation du Buffalo Board of Trade
- 1846 : abolition des Corn Laws
- 1846 : 4 millions de boisseaux de blé passent par Buffalo, contre 1 a 2 millions les 8 années précédentes
- 1848 : fondation du Chicago Board of Trade
- 1858 : le CBOT envoie lui-même de nombreux messages télégraphiques en Europe
- 1864 : le CBOT créé le premier contrat d'échange standardisé
- 1867 : création du San Francisco Mercantile Exchange
- 1874 : création du Chicago Produce Exchange, rebaptisé Chicago Mercantile Exchange en 1919.
- 1875 : Cargill, fondé en 1865, déménage à La Crosse (Wisconsin)
- 1881 : Minneapolis dépasse Saint-Louis pour la farine
- 1881 : création du Minneapolis Grain Exchange
- 1883 : contrat à terme sur blé d'hiver au Minneapolis Grain Exchange
- 1885 : lois agricoles de 1885 Minnesota.
- 1887 : création du Winnipeg Grain Exchange

## Autres articles sur l'histoire des matières premières
- Histoire des matières premières
- Histoire des mines d'argent
- Histoire de la culture du cacao
- Histoire de la caféiculture
- Histoire de la culture de l'hévéa
- Histoire de la culture des céréales
- Histoire de la culture du coton
- Histoire de la laine et du drap
- Histoire des mines d'or
- Histoire de la soie
- Histoire de la culture des plantes sucrières
- Histoire de la culture du tabac
- Histoire de la production du cuivre
- Histoire des mines de bauxite
- Histoire de la production hydroélectrique dans le monde
- Histoire de la production d'aluminium
- Histoire de la production de zinc